# Kurt Simke
Kurt Hermann Simke (ur. 20 lipca 1913 w Bennewitz, zm. 1994) – zbrodniarz nazistowski, SS-Scharführer, członek załogi niemieckiego obozu koncentracyjnego Sachsenhausen.
Pełnił służbę jako Blockführer w obozie Sachsenhausen. W procesie załogi Sachsenhausen, który w 1970 toczył się przed zachodnioniemieckim sądem w Kolonii skazany został na 10 lat pozbawienia wolności za usiłowanie zabójstwa jednego z więźniów. Wyrok zatwierdził Sąd Najwyższy Niemieckiej Republiki Federalnej 2 sierpnia 1972. Zwolniony w 1971.